# Galina Koedrevatova
Galina Koedrevatova (Russisch: Галина Кудреватова) (Chabarovsk, 22 januari 1957) is een voormalig basketbalspeelster die uitkwam voor het nationale basketbalteam van de Sovjet-Unie. Ze kreeg de onderscheidingen Meester in de sport van de Sovjet-Unie, Internationale Klasse. Ze woont in Bulgarije.

## Carrière
Koedrevatova speelde voor Universitet Alma-Ata van 1975 tot 1989. In 1989 verhuisde ze naar Bulgarije om te spelen voor DZU-AD Stara Zagora en Septemvri-Rila Coop Sofia. Met DZU-AD Stara Zagora werd ze twee keer Landskampioen van Bulgarije in 1990 en 1992. Koedrevatova won goud op het Europees Kampioenschap in 1981. In 1986 won ze zilver op het Wereldkampioenschap en zilver op de Goodwill Games. In 2001 stopte ze met basketbal.

## Erelijst
- Landskampioen Bulgarije: 2
  - Winnaar: 1990, 1992
  - Tweede: 1991
- Wereldkampioenschap:
  - Zilver: 1986
- Europees Kampioenschap: 1
  - Goud: 1981
- Goodwill Games:
  - Zilver: 1986